# Zapodinae
Zapodinae är en underfamilj i familjen springråttor med tre släkten. Ibland klassificeras springråttor som överfamilj och det här beskrivna taxon som familj med det vetenskapliga namnet Zapodidae.
Tillhörande släkten med nu levande arter är:
- Zapus, tre arter
- Kinesiska hoppmöss (Eozapus), en art
- Skogshoppmöss (Napaeozapus), en art

Medlemmarna av släktena Zapus och Napaeozapus förekommer i Nordamerika och den enda arten i släktet Eozapus lever i centrala Kina. Till underfamiljen räknas även några utdöda släkten som Sinozapus och Sminthozapus från Eurasien samt Pliozapus, Megasminthus och Javazapus från Nordamerika. Även för släkten med nu levande arter blev utdöda arter beskrivna som Eozapus similis från norra Kina. Allmänt antas att de första gnagare som med säkerhet kan räknas till underfamiljen levde under miocen.

## Utseende
Arterna i underfamiljen är anpassade till ett hoppande rörelsesätt med långa bakben, långa bakfötter och en lång svans. Pälsen har beroende på art eller population en rödbrun, orangebrun eller gulbrun färg med flera långa mörka hår inblandade. Medlemmarna i släktet Zapus kan därför lätt förväxlas med skogshoppmusen. Kännetecknande är en mörk längsgående strimma över ryggen. På undersidan förekommer allmänt vitaktig päls och den kinesiska hoppmusen har en ljusbrun strimma på buken. Svansen är uppdelad i en mörk ovansida samt en vit undersida och några populationer har även en vit svansspets. I överlag är honor större än hanar.
Dessa gnagare har orange eller gula framtänder och i de övre framtänderna förekommer på framsidan en djup ränna. Den enda premolara tanden i överkäken är, när den överhuvudtaget finns, förminskad. Molarerna har rötter. Tandformeln för underfamiljens medlemmar är I 1/1, C 0/0, P 0-1/0, M 3/3, alltså 16 eller 18 tänder i hela tanduppsättningen.

## Ekologi
Arterna föredrar gräsmarker, jordbrukslandskap med buskar samt trädansamlingar och skogar men de hittas även i andra habitat. Dessa gnagare hittas ofta nära vattendrag på grund av att den låga växtligheten med örter är tätare där. Skogshoppmusen är lite mer anpassad till skogar än de andra arterna.
Typiskt för arterna är att de håller en lång vinterdvala som kan vara i ett halvt år. Fettlagret som behövs för att klara vintern skapas under sex veckor. Underfamiljens medlemmar går ibland på fyra fötter eller kravlar. De har även simförmåga men de undviker att klättra. Dessa gnagare kan hoppa upp till en meter hög och skogshoppmusen nästan två meter hög. De är sällan aggressiva mot artfränder och biter sällan när de fångas. Individerna är främst nattaktiva och ibland söks födan under dagen. För kommunikationen trummar de ibland med svansen på marken. Antingen sker informationsutbyte även med hjälp av doftmärken.
I födan ingår bland annat frön, frukter, bär och svampar men några populationer är specialiserade på ett av dessa födoämnen. Arterna äter även fjärilslarver, skalbaggar och flugornas larver eller spindlar, mångfotingar samt daggmaskar. I flera fall äts huvudsakligen animalisk föda under en årstid och växtdelar under en annan årstid.
Honor vaknar oftast senare från vinterdvalan och sedan sker parningen. Under den varma årstiden har honor en eller två kullar och i sällsynta fall tre kullar. Per kull föds oftast 4 till 6 ungar efter 17 till 21 dagar dräktighet. Nyfödda ungar är nakna och blinda. De öppnar sina ögon efter ungefär 25 dagar. Ofta slutar moderna vid denna tidpunkt med digivning. Efter cirka 28 dagar har ungarna fullständig päls och de blir självständiga. Boet skapas ofta i underjordiska håligheter eller gömd bakom gräsklumpar samt bakom andra föremål. Ett näste hittades i en buske 1,4 meter ovanför marken och i ett annat fall plundrades och övertogs boet av en mörkögd junco. Ungar som föds senare under året överlever sällan vintern. Den allmänna livslängden är ett eller två år.
Honor har vanligen 0,8 till 2,4 hektar stora revir och hanarnas revir är med upp till 3,6 hektar ofta större. Territorierna överlappar varandra.

## Zapodinae och människor
Arterna lever för de flesta människor undangömda. Endast personer som är sysselsatta i jord- eller skogsbruket kan iaktta flera exemplar under korta tider.
Landskapsförändringar kan påverka beståndet negativt men etablering av gräsmarker gynnar arterna. Alla ingående arter listas av IUCN som livskraftig (LC).